# Uanui Virgae
Le Uanui Virgae sono una struttura geologica della superficie di Titano.